# Patriarhul Alexei al II-lea al Moscovei
Alexei al II-lea, născut Alexei Mihailovici Rüdiger, (n. 23 februarie 1929, Tallinn, Estonia – d. 5 decembrie 2008, Peredelkino, Moscova, Rusia) a fost patriarh al Moscovei și al întregii Rusii din 10 iunie 1990 până la moarte.

## Originea și studiile
Alexei Mihailovici Rüdiger s-a născut pe 23 februarie 1929 în capitala Estoniei, Talin, într-o familie de germani baltici rusificați. A fost descendentul unei familii de nobili germani, care au trecut la ortodoxie în secolul al XVIII-lea. A absolvit seminarul teologic din Leningrad în 1949 și academia teologică în 1953.

## Cariera ecleziastică
A fost numit în funcția episcop al Talinului în august 1961, iar în iunie 1964 a fost ridicat la rangul de arhiepiscop. A fost mitropolit al Novogrodului și Leningradului din 1986, până în 1990, când l-a înlocuit în funcția de Patriarh al Bisericii Ortodoxe Ruse pe Pimen I.
Alexei al II-lea a fost o personalitate controversată. A contribuit la refacerea structurilor Bisericii Ortodoxe Ruse și la afirmarea poziției privilegiate a Bisericii Ortodoxe Ruse prin legea cultelor din 1997. Relațiile sale cu Biserica Romano Catolică au rămas reci, patriarhul rus refuzând în mai multe rânduri să se întâlnească cu papa Ioan Paul al II-lea și cu succesorul său, Benedict al XVI-lea. De asemenea, relațiile cu Biserica Ortodoxă Română au fost tensionate, pe marginea diferendului privind Mitropolia Basarabiei.
Prin decretul № 203 din 19 februarie 1999, președintele Federației Ruse, Boris Elțin, i-a acordat titlul de Cavaler al Ordinului Sfântului Andrei, al Federației Ruse. 
În vara anul 2004 l-a decorat pe Igor Smirnov, liderul separatist din Transnistria, cu cele mai înalte distincții ale Bisericii Ortodoxe Ruse, anume Ordinul Sf. Gheorghe Biruitorul și Petru I.
În anul 2005, în cursul vizitei sale la Chișinău, patriarhul Alexei a fost decorat de președintele Vladimir Voronin cu cea mai înaltă distincție a Republicii Moldova. A fost de asemenea primul laureat al Premiului de Stat al Federației Ruse. 
În anul 2008 l-a premiat la rândul său pe președintele Vladimir Voronin pentru poziția fermă a acestuia în situația conflictuală legată de încercările Bisericii Ortodoxe Române de a crea episcopii pe teritoriul Republicii Moldova.